# Louis-Étienne de Thouvenin
Louis-Étienne de Thouvenin (Moyenvic, 12 novembre 1791 – Bretagna, 19 aprile 1882) è stato un generale e inventore francese.

## Biografia
Ammesso all'École spéciale militaire de Saint-Cyr nel 1810, venne poi destinato all'artiglieria con il grado di tenente nel 1811. Si distinse nelle campagne delle guerre napoleoniche dal 1813 al 1815. Ferito alla battaglia di Lipsia, venne decorato con la Légion d'honneur e promosso capitano dal 1813. Fu in Spagna nel 1823 ed in Grecia nel 1828 nella spedizione di Morea, dove ebbe un ruolo importante nell'assedio al castello di Morea. 
Nel 1840 inventò la carabina ad asta, basata su un facile sistema di caricamento attraverso l'imboccatura della canna. Il suo principio di funzionamento venne convalidato da una commissione di studio ed adottato dall'esercito francese nel 1846 per dotarne la fanteria leggera e poi come arma individuale in artiglieria.
Promosso generale di brigata nel 1848, passò nei quadri della riserva nel 1853.